# Gouden eeuw van de hiphop
De gouden eeuw van de hiphop, afgeleid van old-school hip-hop, begon met de populariteit rond Run-D.M.C.'s album Raising Hell in 1986 en eindigde met de populariteit rond G-funk circa 1993. Deze periode werd gekenmerkt door alomtegenwoordige soul en funk samples (à la James Brown en Curtis Mayfield) en afrocentrische teksten. Het tijdperk werd vooral vertegenwoordigd door artiesten uit New York.
Tijdens de "gouden eeuw van de hiphop" boekten rappers zoals Rakim, KRS-One en Chuck D vooruitgang op het gebied van woordspelingen, presentatie en inhoud. Groepen zoals De La Soul, A Tribe Called Quest en Leaders of the New School combineerden een met soul overgoten productie met positieve boodschappen als een reactie tegen het overheersende aantal rappers die zich in de jaren 80 uitgaven voor gangsters. Tijdens deze periode werd Def Jam (gesticht door Run van Run-DMC's broer, Russell Simmons) het eerste onafhankelijke hiphop-platenlabel.

## Sociaal-bewuste Hip-Hop rap
Sociale bewustheid was de sleutel tot goudeneeuwhiphop. Terwijl KRS-One het rechtzetten van geweld en morele en ethische kwesties in de getto behandelde, onthield De La Soul zich van logge politiek en bleef zij bij rustige en veilige teksten. Groepen zoals A Tribe Called Quest combineerden die twee tegenovergestelde tot een intelligent en ontspannen product. Door vele hiphop fans worden ATCQ's The Low End Theory en Midnight Marauders, beide vrij complexe albums, beschouwd als de maatstaf voor goudeneeuwhiphop.
Vele duo's in de gouden eeuw van de hiphop volgden ook het voorbeeld van sociaalgeëngageerde muziek. Eric B. & Rakim's Rakim stimuleerde komende generaties van rappers zowel op het gebied van techniek, als inhoud, terwijl Eric Barriers schaarse en gevoelvolle beats niet weg te denken zijn uit het beeld van begin jarennegentighiphop. Gang Starr, een rechtlijnig evoluerende groep, begon met de stereotiepe goudeneeuwbeats van DJ Premier en de ruwe, assertieve verzen van Guru, evolueerde uiteindelijk naar een soloproject van Guru (zie Jazzmatazz) en herenigde zich om herinneringen op te halen over hun vorige levensstijlen en kritiek te geven op de huidige staat van hiphop. De La Soul sloeg een gelijkaardige weg in, eerst een zorgeloze groep, dan een door de wol geverfde, gewelddadige, en weloverwogen machine, en dan terug als een collectieve kritiek op moderne hiphop.

## Post-gouden eeuw
Slechts enkele hedendaagse artiesten blijven trouw aan de norm van goudeneeuwhiphop, zoals People under the Stairs, Jurassic 5 en Little Brother. Deze groepen beschrijft men in het algemeen eerder als "retro-rap" dan "gouden eeuw", misschien omdat men er zich van bewust is dat goudeneeuwhiphop niet langer in de mode is of relevant is voor de huidige sociaal-politieke omstandigheden.

## Lijst van goudeneeuwhiphopartiesten
De volgende rappers/groepen in deze lijst begonnen hun carrière/brachten hun eerste album uit tijdens de periode van 1986 tot 1993 (de gouden eeuw):
Bands/groepen/crews
- 2 Live Crew
- 3rd Bass
- A Tribe Called Quest
- Above the Law
- Beastie Boys
- Boogie Down Productions
- Compton's Most Wanted
- Da Lench Mob
- Das EFX
- De La Soul
- Digable Planets
- DJ Jazzy Jeff & The Fresh Prince
- EPMD
- Eric B. & Rakim
- Fila Fresh Crew
- Gang Starr
- Juice Crew
- Jungle Brothers
- KMD
- Kool G Rap & DJ Polo
- Leaders of the New School
- Main Source
- Native Tongues Posse
- Naughty by Nature
- Nice & Smooth
- N.W.A
- Pete Rock & CL Smooth
- Public Enemy
- Run-D.M.C.
- The Pharcyde
- Wu-Tang Clan

Soloartiesten
- 2Pac
- Big Daddy Kane
- Biggie Smalls
- Biz Markie
- DJ Quik
- Dr. Dre
- Eazy-E
- Heavy D
- Ice Cube
- Ice-T
- KRS-One
- LL Cool J
- Masta Ace
- MC Eiht
- MC Ren
- Queen Latifah
- Roxanne Shante
- Schoolly D
- Slick Rick
- Snoop Dogg
- The D.O.C.
- Tim Dog